# بروک بنر
بروک بانر (انگلیسی: Brooke Banner؛ زاده ۲۸ سپتامبر ۱۹۸۳) بازیگر هرزه‌نگاری اهل ایالات متحده آمریکا است.